# 哀しみの街かど
『哀しみの街かど』（原題：The Panic in Needle Park）は、1971年制作の、ジェームズ・ミルズの同名小説を原作としたアメリカ合衆国の映画。
“ニードル・パーク”という、1970年代に麻薬常習者が屯し、麻薬の売り買いが行われていた公園での出来事を描く。
主演は、アル・パチーノ、キティ・ウィン。

## あらすじ
中絶手術を受けて衰弱したヘレンは、やっとの思いで同棲相手の画家マーコのアトリエへたどり着く。だが2人の愛は冷め切っており、マーコにマリファナを売りに来たボビーは、弱ったヘレンに優しく寄り添う。その後、ヘレンは出血で病院に入院。退院の日、彼女を出迎えたのはボビーだった。ボビーに惹かれていくヘレンだが、彼はヘロイン中毒者であり、ボビーはヘレンを麻薬常習者の集まる公園“ニードル・パーク”に連れて行く。やがてヘレンは麻薬を使用するようになり、二人は堕ちて行くのだった。

## キャスト
- ボビー…アル・パチーノ
- ヘレン…キティ・ウィン
- マーコ…ラウル・ジュリア
- ホッチナー…アラン・ビント
- ハンク…リチャード・ブライト

## 受賞
この映画でキティ・ウィンが第24回カンヌ国際映画祭の女優賞を受賞した。